# Makynia
Makynia – starożytne miasto, kolonia Koryntu, położona na południowym wybrzeżu Etolii, w pobliżu ujścia Zatoki Korynckiej. Miasto założone było prawdopodobnie po wypędzeniu wcześniejszych kolonistów z Chalkis. Makynia wraz z innymi koloniami Koryntu w regionie panowała nad wejściem do Zatoki Korynckiej.